# Good-bye My Loneliness
Good-bye My Loneliness为日本搖滾樂團ZARD以Zard的名義發行的第1张單曲，1991年2月10日發行。前唱片公司b-gram時代CD編號為PODH-1029、POSH-1029。B-Gram RECORDS時代CD編號則為BGDH-1010。

## 概要
- 主打出道單曲。此單曲與下一張單曲《不可思议呀...》，以及之後發行的第一張專輯《Good-bye My Loneliness》都以ZARD的名義發行。
- 這張單曲和下一張單曲《不可思议呀...》都沒有收錄卡啦OK(Original Karaoke)版本。
- 雖然初登場只有第28名，4周後這張出道單曲打入了第9名，當時電視劇《結婚的理想與現實》的企劃中、富士電視台的製作人在聽了這首歌的DEMO帶之後，決定讓ZARD的坂井泉水來演唱。
- 被選為中村雅俊及田中美佐子主演的电视剧，《結婚的理想與現實》的主題曲。[1]

## 收錄曲
1. Good-bye My Loneliness （Good-bye My Loneliness）
作詞：坂井泉水　作曲：織田哲郎　編曲：明石昌夫
  - 當時負責編曲的明石昌夫是B'z的幕後BAND的一員、而葉山武則是吉他手。
  - 和声邀请大黒摩季担任。
2. 爱在黑暗中 （愛は暗闇の中で）
作詞：坂井泉水　作曲：栗林誠一郎（日语：栗林誠一郎）　編曲：ZARD・寺尾廣（日语：寺尾広）
  - 值得留意的是此曲於17年後（2008年）被起用為名偵探柯南主題曲，這是史無前例的。2008年4月9日發行了雙A單曲《展开双翼／爱在黑暗中》，再次單曲化。
  - 這首歌是ZARD的歌裡面唯一一首有以ZARD名義編曲的歌曲。
  - 和声邀请大黒摩季担任。

## 参加者
ZARD
- 坂井泉水：Vocal (#1,2)

Additional Musician
- 大黑摩季：Guest Chorus (#1,2)

## 收錄專輯
- Good-bye My Loneliness（#1、2）
- ZARD BLEND 〜SUN&STONE〜（#1、重新翻唱版本）
- Golden Best 〜15th Anniversary〜

（#1）
- ZARD Forever Best ~25th Anniversary ~(#1、2）